# David J. Francis
Pour les articles homonymes, voir Francis.
David J. Francis, né le 5 octobre 1965, est un homme politique sierra-léonais occupant à partir de 2018 le poste de ministre en chef de la Sierra Leone.
À la suite d'un remaniement ministériel en avril 2021, il devient ministre des Affaires étrangères, certains analystes voyant là un signe du président Bio de contrer son influence croissante.